# Ali Mansour
Ali Mansour (in arabo علي منصور‎?; Beirut, 1º gennaio 1998) è un cestista libanese.
Mansour è nato il 1º gennaio 1998. Ha frequentato il Collège Elite, una scuola francese internazionale a Beirut, e ha iniziato a giocare a basket all'età di dieci anni.
Mansour si è laureato presso la Lebanese American University nel 2021.

## Carriera
Nel 2014, Mansour ha ottenuto una borsa di studio per completare la sua istruzione secondaria negli Stati Uniti presso la Genesis Academy a Lynchburg, in Virginia, entrando a far parte della squadra di basket della scuola. L'anno successivo, ha ricevuto un'altra borsa di studio presso la Conrad Academy a Orlando, in Florida. Tuttavia, ha dovuto rinunciare alla borsa di studio e tornare in Libano per giocare con la nazionale nel Campionato Arabo Under-18 de nel Campionato FIBA Asia Under-18 del 2016.
Mansour è stato convocato nelle file della nazionale libanese fin da adolescente. Nel Campionato arabo Under-18 del 2015, è stato determinante nell’aiutare la nazionale libanese a classificarsi seconda dietro l'egiziana. L'anno successivo, sempre nel Campionato arabo Under-18, Ali è stato nominato MVP del torneo. Nel 2016, Mansour ha partecipato al Campionato FIBA Asia Under-18, dove è stato uno dei migliori marcatori della nazionale libanese e si è classificato tra i primi cinque giocatori del torneo.
Mansour ha iniziato a giocare a livello professionistico all'età di 18 anni con il Louaize Club, dove è rimasto fino al 2017. Successivamente, ha firmato con l'Hoops Club, diventando uno dei migliori marcatori della squadra. È rimasto con il club per due anni, durante i quali ha realizzato la sua prima tripla doppia contro il Sagesse SC nel campionato libanese di basket, segnando 18 punti, 12 rimbalzi e 13 assist. Grazie alle sue prestazioni con l'Hoops, è stato nominato Miglior Esordiente della Lega Libanese nella stagione 2018-2019.
Tra il 2020 e il 2021, Mansour ha giocato per l'Al-Gharafa SC in Qatar e successivamente per il Naft Al-Shamal SC in Iraq. Nel 2021 è entrato a far parte dell'Al Riyadi Club dove gioca come playmaker fino al 2024, contribuendo alla vittoria di diversi titoli nazionali
Nel novembre 2024, a causa del rinvio dell'inizio della stagione 24-25 della Lebanese Basketball League, firma momentaneamente con la squadra del Qatar dell'Al-Ahli Doha, gioca 6 partite con la squadra. Nel gennaio 2025 ha fatto il ritorno suo all'Al Riyadi Club.
Mansour ha contribuito alla vittoria del Libano nella Coppa delle Nazioni Arabe 2022. Inoltre, ha conquistato la medaglia d'argento alla FIBA Asia Cup 2022
Nell'estate del 2023 ha fatto parte del roster del Libano che ha preso parte al Campionato del mondo 2023.

## Palmarès

### Squadra
- Lebanese Basketball League: 2

Riyadi Beirut: 2022-2023,2023-2024
- Qatari Basketball League: 1

Al-Gharafa: 2020-2021
- Lebanese Basketball Cup: 1

Riyadi Beirut: 2023
- Qatari Basketball Cup: 1

Al-Gharafa: 2021
- Basketball Champions League Asia: 1

Riyadi Beirut: 2024
- FIBA West Asia Super League: 2

Riyadi Beirut: 2023-2024, 2024-2025
- Eurasian League: 1

Riyadi Beirut: 2021

### Nazionale
- Arab Basketball Championship: 
 Dubai 2022
- FIBA Asia Cup: 
 Indonesia 2022